# Штедтлен
Штедтлен (нім. Stödtlen) — громада в Німеччині, знаходиться в землі Баден-Вюртемберг. Підпорядковується адміністративному округу Штутгарт. Входить до складу району Східний Альб.
Площа — 31,19 км2. Населення становить 1830 ос. (станом на 31 грудня 2020).